# 225 aC
L'any 225 aC va ser un any del calendari romà prejulià. Durant la República i l'Imperi Romà, era conegut com a any del consolat de Pap i Règul (o també any 529 ab urbe condita). L'ús del nom «225 aC» per referir-se a aquest any es remunta a l'alta edat mitjana, quan el sistema Anno Domini va ser el mètode de numeració dels anys més comú a Europa.

## Esdeveniments

### Imperi Selèucida
- Puja al tron Seleuc III Ceraune a la mort del seu pare Seleuc II Cal·linic. Seleuc III reuneix un gran exèrcit per travessar les Muntanyes del Taure i desposseir Àtal I de Pèrgam de les terres que havia anat incorporant al seu regne. Envia un exèrcit sota el comandament d'Andròmac, oncle de Seleuc III, contra la part de Frígia ocupada per Àtal de Pèrgam. L'exèrcit és derrotat i Andròmac fet presoner i enviat a Egipte.[2]

### Antiga Roma
- Aquest any són elegits cònsols Luci Emili Pap i Gai Atili Règul.[3]
- Règul va a l'illa de Sardenya que s'havia revoltat. Ràpidament posa fi a la revolta i en tornar a Itàlia lluita contra els gals que s'havien acostat a Etrúria.[4]
- Emili Pap dirigeix la batalla de Fèsules contra els gals cisalpins, que als darrers anys començaven a mostrar hostilitat i havien rebut ajut de l'altre costat dels Alps.[5]
- Pap s'estaciona a Ariminium i un segon exèrcit comandat per un pretor va a Etrúria. Els gals avancen cap a Etrúria i derroten el pretor romà, a qui l'arribada de Pap salva de la destrucció. Els gals avancen cap a la costa de Ligúria, i allí Règul, que tornant de Sardenya ha desembarcat prop de Pisae els ataca. Els gals lliuren una batalla molt ferotge, la batalla de Telamó. Règul mor a la lluita però els gals en surten derrotats. Quaranta mil gals moren en aquesta batalla i deu mil són fets presoners, entre ells el rei gal Concolità. Emili Pap avança cap al país dels bois i el devasta, però al cap de pocs dies retorna a Roma on celebra un triomf.[6][7][8]

## Necrològiques
- El cònsol Gai Atili Règul mor en la batalla de Telamó, contra els gals.[9]
- Aneroestes, un dels caps dels gals, es suïcida després de la batalla de Telamó desesperat per la derrota.[10]
- Seleuc II Cal·linic, rei selèucida, mor quan cau del cavall i el succeeix el seu fill Alexandre, amb el nom de Seleuc III Ceraune.[2]